# Diego Noboa
 (avril 2019).
Le contenu est difficilement compréhensible vu les erreurs de traduction, qui sont peut-être dues à l'utilisation d'un logiciel de traduction automatique.
Diego María de Noboa y Arteta (15 avril 1789 – 3 novembre 1870) est un général et homme d'État équatorien qui a participé à la révolution Marcista contre le général Juan José Flores, et a dirigé le triumvirat de l’Équateur avec José Joaquín de Olmedo et Vicente Ramón Roca en 1845. En 1849, il devint le deuxième président de l’Équateur de l'ère marcista. Autoritaire, il se fait élire « chef suprême de la République » le 8 décembre 1850 par décret, et se fait accorder des pouvoirs extraordinaires.
Il est renversé en 1851 par le général José María Urbina.

## Carrière
Né à Guayaquil, Noboa obtient l'administration du revenu du tabac, se rend à Alcabalas et atteint le grand comptable du département de Guayas dans la Grande Colombie.  Lorsqu'il est commissaire de la guerre et de la marine en 1824, il envoie des troupes sceller l'indépendance du Pérou et est décoré par le Congrès péruvien. Il sert ensuite la République de l’Équateur en tant que sénateur dans plusieurs assemblées législatives.
Opposé au régime autoritaire de Juan José Flores, il participe aux diverses insurrections et rejoint la révolte de Vicente Rocafuerte en 1834. Après le retour au pouvoir de Flores, il rallie la révolution Marcista aux côtés de José Joaquín de Olmedo et Vicente Ramón Roca, et combat le gouvernement de Quito. Après la chute de Flores en juin 1845, il devient membre du gouvernement provisoire et forme un triumvirat avec Olmedo et Roca.
Candidat à l'élection présidentielle du 3 décembre 1845, il finit à la troisième place derrière Olmedo et Roca. Celui-ci est élu président.
Conservateur, il s'oppose à la politique libéral de Roca et devient par la suite, président du Sénat.

## Président de la République
Le 15 octobre 1849, le mandat de Vicente Ramón Roca s'achève. Son vice-président, Manuel de Ascásubi, demande à assurer l'intérim présidentiel en attendant la tenue de nouvelles élections. Noboa refuse l'intérim, fait voter la mise en place d'une nouvelle élection par le Sénat et se déclare candidat. Le 16 octobre, il est élu président de la République.
Les ministres nommés par le président étaient, entre autres, Manuel de Ascásubi et José María Urbina ; mais ils ont démissionné et Urbina a été nommé chef de la garnison de Guayaquil. La politique de Noboa a été fragilisée par l'admission en Équateur de certains groupes jésuites expulsés de Colombie par le président José Hilario López. Ceci, couplé à l'aide que Noboa avait apportée à certains conspirateurs conservateurs, poussa le président colombien à déclarer la guerre à l'Équateur.

## Chef suprême
Le 8 décembre 1850, dans un contexte de guerre avec la Colombie, Noboa prend les pleins pouvoirs et se fait élire « chef suprême de la République » par décret. L'autoritarisme du gouvernement est à son apogée. Le général Urbina, ancien proche de Noboa, prend conscience de la dérive dictatoriale de la présidence. Il s'éloigne de plus en plus de Noboa et quitte même son poste de chef de la garnison de Guayaquil.

## Chute
Urbina, qui était resté dans l'ombre, attendant le bon moment pour prendre le pouvoir, voit l'occasion se présenter après un voyage de Noboa à Guayaquil. Sous le prétexte que Noboa avait mis en danger l'intégrité National, Urbina demanda au général Francisco Robles García, nouveau chef de la garnison de Guayaquil, d'arrêter Noboa et de le transférer immédiatement sur un navire ancré dans le port. Noboa est emprisonné dans le même bateau que celui dans lequel il s'était rendu à Guayaquil. Le 17 juillet, il est transféré au Pérou. Le 19 juillet 1851, Urbina est proclamé président de la République. Noboa reste au Pérou jusqu'en 1855 , année de son retour dans son pays.